# Petropigí
Petropigí, en grec moderne : Πετροπηγή, appelé Kagiá Bounár (Καγιά Μπουνάρ) jusqu'en 1926, puis Doukálion (Δουκάλιον) jusqu'en 1954, est un village du dème de Néstos dans le district régional de Macédoine-Orientale-et-Thrace en Grèce.
Selon le recensement de 2011, la population du village compte 522 habitants.